# Trångsjöflotjärnen
Trångsjöflotjärnen är en sjö i Strömsunds kommun i Ångermanland och ingår i Ångermanälvens huvudavrinningsområde.